# Matthis Abline
Matthis Abline, né le 28 mars 2003 à Angers (Maine-et-Loire), est un footballeur français qui évolue actuellement au poste d'attaquant au FC Nantes

## Biographie

### Jeunesse et formation
Matthis Abline débute le football au FC Laurentais Landemontais, petit club de sa commune de Landemont (maintenant Orée d'Anjou), avant de rejoindre l'USJA Carquefou en 2014. Il côtoiera le Pôle espoir de Saint Sébastien à partir de 2016 pour finalement rejoindre le centre de formation du Stade rennais en 2018.

### En club
Le 10 décembre 2020, Abline signe son premier contrat professionnel avec le Stade rennais FC. Il fait ses débuts professionnels avec Rennes le 25 avril 2021 lors d'une victoire 5-1 en Ligue 1 contre le Dijon FCO. Il marque son premier but en professionnel contre le club norvégien de Rosenborg BK lors du barrage retour de la Ligue Europa Conférence 2021-2022.
Le 21 janvier 2022, en manque de temps de jeu au sein de l'équipe de Bruno Génésio, Abline rejoint Le Havre AC sous la forme d'un prêt jusqu'à la fin de la saison après avoir prolongé jusqu'en 2025 avec le Stade rennais FC.
Il marque son premier but avec le club normand lors de son troisième match avec le club contre le SC Bastia lors de la 24e journée de Ligue 2 malgré la défaite 4-2. Il enchaîne les titularisations et inscrit au total six buts, dont un but de 40 mètres contre l'AC Ajaccio, cette réalisation lui permet d'être nommé dans la catégorie « but de l'année en Ligue 2 » lors des trophées UNFP 2022, mais n'est pas lauréat du trophée.
Le 3 janvier 2023, en manque de temps de jeu au Stade rennais FC, Abline est prêté six mois sans option d'achat à l'AJ Auxerre.
Après un prêt de six mois du côté d'Auxerre où il aura joué 22 matchs pour 3 buts, le 25 août 2023, il prolonge d'un an avec son club le Stade rennais FC, soit jusqu'en 2026. Il est prêté le même jour au FC Nantes pour la saison 2023-2024 avec une option d'achat estimée à 6 millions d'euros et une clause de rachat du club rennais,. Titulaire pour son premier match avec les Canaris, il trouve le chemin des filets face au FC Lorient (6e journée, victoire 5-3). Il enchaîne par trois autres titularisations avant de voir son temps de jeu se réduire drastiquement lorsque Jocelyn Gourvennec prend en main l'équipe, l'entraîneur breton ne lui offrant généralement qu'une dizaine de minutes de jeu par rencontre. Il se révèle sous les ordres du troisième entraîneur de la saison de l'équipe, Antoine Kombouaré. Titularisé face à Nice, il inscrit un but et délivre une passe décisive (27e journée, victoire 1-2). Sur les huit dernières rencontres de championnat, il débute sept matchs comme titulaire, étant exempté pour la rencontre face au Stade rennais, inscrivant quatre buts et délivrant une passe décisive.
Au terme de son prêt, le FC Nantes souhaite lever son option d'achat mais le Stade rennais FC active sa clause de rachat, s'élevant à 2 millions d'euros. Choix prioritaire d'Antoine Kombouaré, il rejoint officiellement le club nantais le 3 juillet 2024, celui-ci déboursant 10 millions d'euros (plus deux millions de bonus) pour s'attacher ses services. Il y paraphe un contrat de 4 ans. Devenu le transfert le plus onéreux de l'histoire du FCN et repositionné dans l'axe par Kombouaré, il réalise un début de saison 2024-2025 en deçà des attentes, n'ayant trouvé le chemin des filets qu'à 2 reprises après 11 journées de championnat.

### En équipe nationale
Avec l'équipe de France des moins de 16 ans, il inscrit son premier but en équipe nationale de jeunes face à l'Estonie. Il est ensuite sélectionné en moins de 17 ans où il marque cinq buts en trois matchs de qualification pour l'Euro des -17 ans 2022. Il est toujours décisif en sélection avec les moins de 19 ans avec lesquels il inscrit six buts en onze matchs, dont quatre en éliminatoires de l'Euro des -19 ans 2022.
Après avoir gravi les échelons en équipe nationale de jeunes, il est appelé pour la première fois par Sylvain Ripoll en équipe de France espoirs le 19 mai 2022, dans le cadre des éliminatoires du championnat d'Europe espoirs 2023.
Le 27 mai 2025, Matthis Abline est appelé en renfort par le sélectionneur Gérald Baticle pour participer au Championnat d'Europe espoirs 2025 en Slovaquie, à la suite du forfait de plusieurs joueurs’’.

## Statistiques
| Saison                | Club                  | Championnat           | Championnat | Championnat | Championnat | Coupe(s) nationale(s) | Coupe(s) nationale(s) | Coupe(s) nationale(s) | Compétition(s) continentale(s) | Compétition(s) continentale(s) | Compétition(s) continentale(s) | Compétition(s) continentale(s) | Total | Total | Total |
| Saison                | Club                  | Division              | M.          | B.          | P.d.        | M.                    | B.                    | P.d.                  | Comp.                          | M.                             | B.                             | P.d.                           | M.    | B.    | P.d.  |
| 2020-2021             | Stade rennais FC      | Ligue 1               | 1           | 0           | 0           | -                     | -                     | -                     | C1                             | 0                              | 0                              | 0                              | 1     | 0     | 0     |
| 2021-2022             | Stade rennais FC      | Ligue 1               | 7           | 0           | 0           | -                     | -                     | -                     | C4                             | 2                              | 1                              | 0                              | 9     | 1     | 0     |
| 2022-2023             | Stade rennais FC      | Ligue 1               | 11          | 1           | 1           | -                     | -                     | -                     | C3                             | 4                              | 1                              | 0                              | 15    | 2     | 1     |
| Sous-total            | Sous-total            | Sous-total            | 19          | 1           | 1           | -                     | -                     | -                     | -                              | 6                              | 2                              | 0                              | 25    | 3     | 1     |
| 2021-2022             | Le Havre AC (prêt)    | Ligue 2               | 16          | 6           | 3           | -                     | -                     | -                     | -                              | -                              | -                              | -                              | 16    | 6     | 3     |
| 2022-2023             | AJ Auxerre (prêt)     | Ligue 1               | 19          | 2           | 1           | 3                     | 1                     | 1                     | -                              | -                              | -                              | -                              | 22    | 3     | 2     |
| 2023-2024             | FC Nantes (prêt)      | Ligue 1               | 22          | 5           | 1           | 2                     | 0                     | 0                     | -                              | -                              | -                              | -                              | 24    | 5     | 1     |
| 2024-2025             | FC Nantes             | Ligue 1               | 34          | 9           | 2           | 2                     | 2                     | 0                     | -                              | -                              | -                              | -                              | 36    | 11    | 2     |
| 2025-2026             | FC Nantes             | Ligue 1               | 1           | 0           | 0           | 0                     | 0                     | 0                     | -                              | -                              | -                              | -                              | 1     | 0     | 0     |
| Sous-total            | Sous-total            | Sous-total            | 57          | 14          | 3           | 4                     | 2                     | 0                     | -                              | -                              | -                              | -                              | 61    | 16    | 3     |
| Total sur la carrière | Total sur la carrière | Total sur la carrière | 111         | 23          | 8           | 7                     | 3                     | 1                     | -                              | 6                              | 2                              | 0                              | 124   | 28    | 9     |